# Antonín Zápotocký
Antonín Zápotocký, född 19 december 1884 i Zákolany, död 13 november 1957 i Prag, var en tjeckoslovakisk politiker. Han var Tjeckoslovakiens premiärminister från 1948 till 1953 och landets president från 1953 till 1957.

## Biografi
Antonín Zápotockýs far var politiker. Han grundade 1878 Tjeckiens socialdemokratiska parti tillsammans med Josef Boleslav Pecka-Strahovský och Josef Hybeš.
År 1921 grundade Antonín Zápotocký tillsammans med Bohumír Šmeral Tjeckoslovakiens kommunistiska parti. Från 1925 representerade han detta parti i parlamentet. Mellan 1940 och 1945 var han internerad i koncentrationslägret Sachsenhausen.
År 1948 spelade Zápotocký en ledande roll i Pragkuppen då kommunisterna övertog makten och i juni 1948 blev han premiärminister och efterträdde därmed Klement Gottwald, som blev president. I mars 1953 avlöste Zápotocký Gottwald som president och förespråkade en mjukare form av statsstyre. Zápotocký fick dock mothugg från den stalinistiske Antonín Novotný.

## Hedersbetygelser
I Östtyskland (DDR) uppkallades ett FDGB-fritidshus i Bad Schandau och en polyteknisk gymnasieskola i Neubrandenburg efter honom.
Han tilldelades också Karl Marx-orden 1956.